# 학부 교육

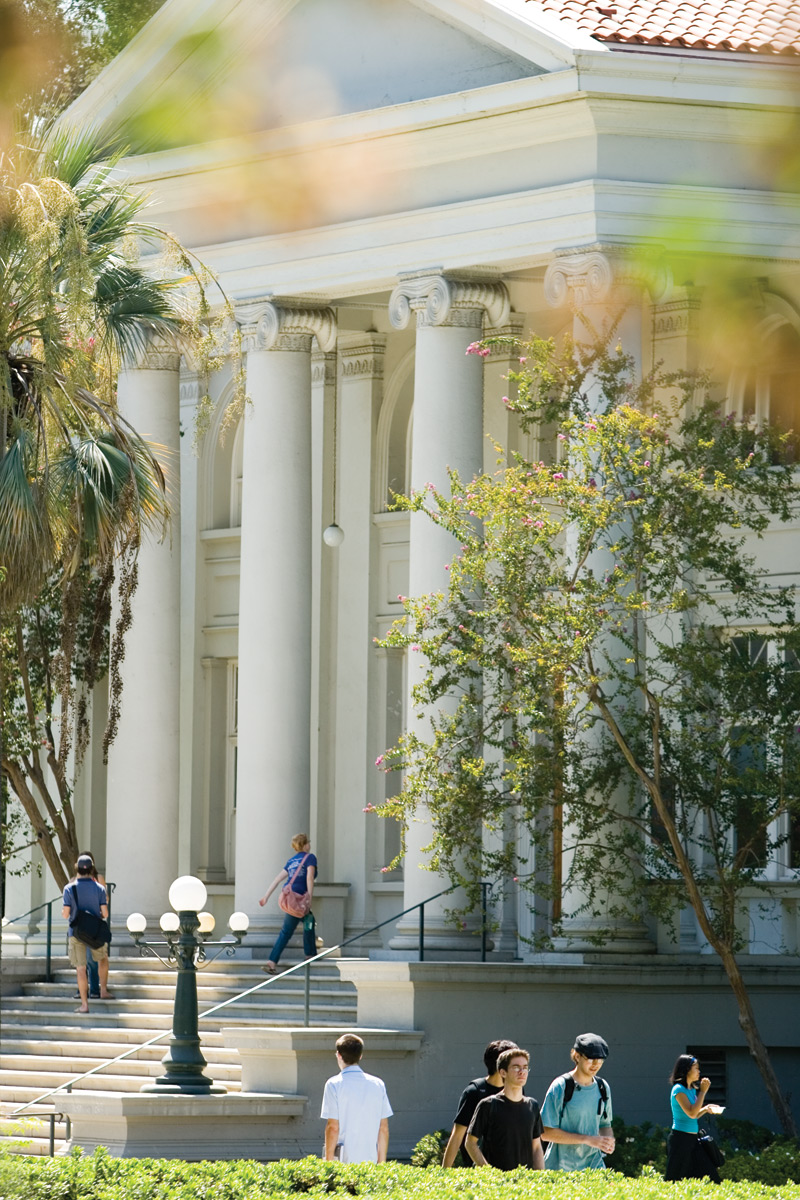
Pomona College in Claremont, California, a liberal arts college offering undergraduate education

학부 교육(undergraduate education)은 중등 교육 이후와 대학원 교육 이전에 일반적으로 대학에서 실시되는 교육이다. 일반적으로 학사 학위 수준까지의 모든 고등 교육 프로그램이 포함된다. 예를 들어, 미국에서는 준학사 또는 학사 학위를 취득하려는 학생을 학부생(undergraduate student), 석사 또는 박사 학위를 취득하려는 학생을 대학원생(graduate student)이라고 한다. 학부 프로그램(undergraduate program)의 과정(course) 및 기타 요구 사항을 완료하면 학생은 해당 학위를 취득하게 된다. 일부 다른 교육 시스템에서 학부 교육은 석사 학위 수준까지의 중등 이후 교육이다. 이는 영국의 일부 과학 과정과 유럽의 일부 의학 과정의 경우이다.

## 같이 보기
- 우등학위
- 학부
- 학술진